# Shamsher Khan
Shamsher Khan (* 1931 in Katepalli, Andhra Pradesh; † 15. Oktober 2017) war ein indischer Schwimmer.
Khan war 1956 bei den Olympischen Sommerspielen in Melbourne einer von zwei Schwimmern seines Landes und ging im Brust- und Schmetterlingswettbewerb an den Start.
Sowohl über 200 Meter Brust wie auch über 200 Meter Schmetterling verfehlte er jeweils im Vorlauf den Einzug ins Finale deutlich.